# Pantai Labu Baru
Pantai Labu Baru is een bestuurslaag in het regentschap Deli Serdang van de provincie Noord-Sumatra, Indonesië. Pantai Labu Baru telt 804 inwoners (volkstelling 2010).